# 郑砚国
郑砚国（1965年—），山东聊城人，汉族，中华人民共和国政治人物、第十二届全国人民代表大会湖南地区代表。
毕业于华中科技大学管理科学与工程专业。加入中国共产党。2013年，担任全国人大代表。